# Katamari Fortissimo Damacy
Katamari Fortissimo Damacy (2004) är titeln på det soundtrack som finns utgivet med material från spelet Katamari Damacy (PS2).

## Låtlista
| Nr           | Titel                       | Längd |
| ------------ | --------------------------- | ----- |
| 1.           | Katamari Nah-Nah            |       |
| 2.           | Fugue #7777                 |       |
| 3.           | Katamari Nah-Nah (Sepia)    |       |
| 4.           | Skipping Beneath the Stars  |       |
| 5.           | Lovely Angel                |       |
| 6.           | Stardust Fanfare            |       |
| 7.           | Katamari☆Stars              |       |
| 8.           | Katamari of Love            |       |
| 9.           | Game Over                   |       |
| 10.          | Overture                    |       |
| 11.          | Katamari on the Rocks       |       |
| 12.          | The Moon & The Prince       |       |
| 13.          | Gin & Tonic & Red Red Roses |       |
| 14.          | Lonely Rolling Star         |       |
| 15.          | You Are Smart               |       |
| 16.          | Katamari Mambo              |       |
| 17.          | Cherry Tree Times           |       |
| 18.          | Angel Gifts                 |       |
| 19.          | Roll Me In                  |       |
| 20.          | Que Sera Sera               |       |
| Total längd: | Total längd:                | 75:13 |

## Övriga soundtrack i spelserien
- Katamari wa Damacy (We ♥ Katamari, PS2)
- Katamari Original Soundtrack Damacy (Me & My Katamari, PSP)